# 中国共産党福建省委員会
中国共産党福建省委員会（ちゅうごくきょうさんとうふっけんしょういいんかい）は中国共産党に所在する福建省を運営する組織である。
中国共産党福建省委員は中国共産党福建省大会という選挙によって選出される。大会が開催されていない期間は、中国共産党中央委員会の指示を福建省で実行し、福建省の行動を指導し、中国共産党中央委員会に定期的に報告する。

## 沿革
1952年5月、中国共産党福建省工作委員会に建立。

## 職責
『中国共産党地方委員会工作条例』によると、中国共産党地方委員会は主に政治、思想と組織指導を実行し、以下の職能を担う：
1. 地域の主要な問題についての意思決定を行う。
2. 法的手続きを通じて、党組織の主張を地方の規制、地方政府の規則又はその他の政令にする。
3. 地域の思想文化宣伝工作に対する指導を強化し、イデオロギー工作の指導権、発言権をしっかりと掌握する。
4. 幹部管理権限に従い幹部を任免し、管理し、地方国家機関、政協組織、人民団体、国有企業事業単位等に重要幹部を推薦する。
5. 人民代表大会、政府、政治協商会議、裁判所、検察院、人民団体などが法により規約に基づき独立して責任を負い、協調一致して業務を展開することを支持・保証し、これらの組織における党グループの指導の核心的役割を発揮する。
6. 地域の群団活動と統一戦線活動に対する指導を強化する。
7. 所属する党組織と広範な党員を動員、組織し、大衆を団結させて党の目標任務を実現する。

## 構成機関
『福建省機構改革方案』によると、中国共産党福建省委員会には15の工作機関が設置され、工作機関が管理する機関（副庁級）が1つある。中国共産党福建省委員会は以下の機構を設置している：
- 中国共産党福建省委員会弁公庁

### スキル部門
- 中国共産党福建省委員会組織部
- 中国共産党福建省委員会宣伝部
- 中国共産党福建省委員会統一戦線工作部
- 中国共産党福建省委員会政法委員会

### 仕事部門
- 中国共産党福建省委員会組織部政策研究室
- 中国共産党福建省委員会組織部国家安全委員会弁公室
- 中国共産党福建省委員会網絡安全・情報化委員会弁公室
- 中国共産党福建省委員会財経委員会弁公室
- 中国共産党福建省委員会機構編成委員会弁公室
- 中国共産党福建省委員会軍民融合発展委員会弁公室
- 中国共産党福建省委員会台港澳工作弁公室
- 中国共産党福建省委員会巡回指導者小組弁公室
- 中国共産党福建省委員会老幹部局

### 派遣機関
- 中国共産党福建省委員会直属機関工作委員会

### 直属事業単位
- 中国共産党福建省委員会党校
- 福建社会主義学院
- 『福建日報（中国語版）』社
- 中国共産党福建省委員会党史研究院
- 福建省公文書館

……

### 作業組織が管理する機関
- 中国共産党福建省委員会機密局（省委員会弁公庁が管理する）

## 歴代の書記
| 肖像 | 氏名   | 就任           | 退任           | 注     |
| ---- | ------ | -------------- | -------------- | ------ |
|      | 張鼎丞 | 1949年8月      | 1954年10月     | [ 2 ]  |
|      | 葉飛   | 1954年10月     | 1967年5月      | [ 2 ]  |
|      | 韓先楚 | 1971年4月      | 1973年         | [ 2 ]  |
|      | 廖志高 | 1974年         | 1980年         | [ 2 ]  |
|      | 項南   | 1980年         | 1986年3月      |        |
|      | 陳光毅 | 1986年3月      | 1993年12月     |        |
|      | 賈慶林 | 1993年12月     | 1996年10月     | [ 3 ]  |
|      | 陳明義 | 1996年10月     | 2000年11月     |        |
|      | 宋徳福 | 2000年11月     | 2004年12月     | [ 4 ]  |
|      | 盧展工 | 2004年12月     | 2009年11月30日 | [ 5 ]  |
|      | 孫春蘭 | 2009年11月30日 | 2012年11月21日 | [ 6 ]  |
|      | 尤権   | 2012年12月19日 | 2017年10月28日 | [ 7 ]  |
|      | 于偉国 | 2017年10月28日 | 2020年11月30日 | [ 8 ]  |
|      | 尹力   | 2020年12月1日  | 2022年11月13日 | [ 9 ]  |
|      | 周祖翼 | 2022年11月13日 | 現在           | [ 10 ] |

## 歴代の構成員
第七期省委（2001年11月-2006年11月）
- 書記： 宋徳福（-2009年12月）、 盧展工（2004年2月－）
- 副書記：習近平、盧展工、黄瑞霖、梁綺萍
- 常務委員：習近平、盧展工、梁綺萍、黄瑞霖、陳営官、李宏、呉青田、黄小晶、朱亜衍、鮑紹坤、荊福生、何立峰、鄭立中

第八期省委（2006年11月-2011年11月）
- 書記：盧展工（-2009年11月）、孫春蘭（女）（2009年11月-）
- 副書記：黄小晶、王三運
- 常務委員：鮑紹坤、何立峰、陳文清、李光金、張昌平、陳少勇、袁栄祥、唐国忠、于偉国、陳樺（女）

第九期省委（2011年11月-2016年11月）
- 書記：孫春蘭（女）（-2012年11月）、尤権（2012年9月-）
- 副書記：蘇樹林（-2015年10月）、陳文清（-2012年11月）、于偉国（2013年4月-）
- 常務委員：孫春蘭（女）（-2012年11月）、蘇樹林（-2015年10月）、陳文清（-2012年11月）、朱生嶺（-2013年3月）、張昌平（-2013年7月）、袁栄祥（-2014年1月）、楊岳（-2016年7月）、于偉国、陳樺（女）（-2015年3月）、姜信治（-2015年12月）、葉双瑜（-2016年3月）、蘇增添（-2015年1月）、張志南、尤権（2012年9月-）、曹徳信（2013年3月-2015年1月）、王蒙徽（2013年5月-2016年8月）、倪岳峰（2013年7月-）、李書磊（2014年1月-2015年12月）、陳冬（2015年1月-）、熊安東（2015年1月-）、雷春美（女、畬族）（2015年1月-）、王寧（2015年12月-）、鄭暁松（2016年3月-2016年7月）、高翔（2016年3月-）、劉学新（2016年10月-）

第十期省委（2016年11月-2021年11月）
- 書記：尤権（-2017年10月）、于偉国（2017年10月-2020年11月）、尹力（2020年11月-）
- 副書記：于偉国（-2017年10月）、倪岳峰（-2017年6月）、唐登傑（2017年12月-2020年7月）、王寧（2018年5月-2021年10月）、胡昌升（2020年9月-2021年1月）、趙龍（2021年10月-）、羅東川（2021年10月-）
- 常務委員：尤権（-2017年10月）、于偉国（-2020年11月）、倪岳峰（-2017年6月）、張志南（-2020年4月）、雷春美（女。畬族、-2019年1月）、王寧（-2021年10月）、陳冬（-2017年2月）、高翔（-2017年12月）、劉学新（-2020年5月）、裴金佳（-2018年11月）、梁建勇（-2020年3月）、周聯清、王洪祥（2017年4月-2019年3月）、胡昌升（2017年7月-2021年1月）、唐登傑（2017年12月-2020年7月）、蘇保成（2018年3月-2020年9月）、邢善萍（女）（2019年1月-）、鄭新聡（2019年5月-2021年7月）、楊賢金（2019年6月-2021年8月）、李仰哲（2020年5月-）、趙龍（2020年7月-）、荘稼漢（2020年7月-）、羅東川（2020年7月-）、呉喜鏵（2020年9月-）、林宝金（2020年9月-）、尹力（2020年11月-）、崔永輝（2021年6月-）、郭寧寧（女）（2021年10月-）、張彦（2021年10月-）

第十一期省委（2021年11月至今）
- 書記：尹力（-2022年11月）、周祖翼（2022年11月-）
- 副書記：趙龍、羅東川（—2024年12月）
- 常務委員：尹力（-2022年11月）、趙龍、羅東川（—2024年12月）、張彦、李仰哲（-2022年9月）、邢善萍（女）（-2024年5月）、林宝金（-2024年4月）、崔永輝、郭寧寧（女）、呉偕林、宋鴻喜、王永礼、劉建洋（-2022年12月）、遅耀雲（2022年9月-）、周祖翼（2022年11月-）、黄海昆（2023年1月-）、苗延紅（女）（2024年6月-）、林文斌（2024年9月-）